# Piotr Fomenko
Piotr Naúmovich Fomenko (Moscú, 13 de julio de 1932 - ibídem, 9 de agosto de 2012) fue un director de teatro ruso, profesor y director artístico del teatro de Moscú "Taller Piotr Fomenko". Creó más de 60 producciones en los teatros de Moscú, San Petersburgo, Tbilisi (Georgia), Wroclaw (Polonia), Salzburgo (Austria) y París (Francia).
Es considerado uno de los directores más famosos del teatro ruso.